# 交通大学铁木工厂
铁木工厂俗称玻璃房子，原为交通大学木工、精工实习基地，也曾作为材料力学实验室，位于今上海交通大学徐汇校区工程馆、新中院之间，新上院、中院北面，建于1930年。该楼为邬达克所设计，平面呈“一”字形，建筑面积为956平方米，耗资约40,000余元，初建时仅有一层，共12间，上为平顶，有阁楼，整体形状简洁如方块。原交通大学校长孙科为该楼题字。

## 历史
1928年，交通大学着手扩充校舍，决定建设宿舍、实验室、实习工厂，并对体育场等建筑进行扩建。1929年，学校获铁道部拨款建设铁木工厂，随即择址，并聘请匈牙利建筑师邬达克担任设计师。邬达克很快拿出设计稿，经由机械学院院长王绳善等人审议后，在1929年11月6日下午召开的临时教务会议上讨论通过，邬达克再做了一些修改。1930年1月10日下午机械学院召开院务会议，确定新建铁木工厂位置。2月动工兴建，校长孙科奠基，同年6月18日竣工，7月1日上午10时举行落成典礼。最初的铁木工厂，包含铸、锻、木三工厂。
1937年，抗日战争中，铁木工厂被日军宪兵占据，当做马棚，厂内物件或被运至法租界，或被洗劫。中华人民共和国成立后，学校模仿苏联教学模式，铁木工厂变为内燃机实验室。大跃进时期，内燃机实验室又被拆，改为材料力学实验室。